# Perfect World
Perfect World – bezpłatna gra komputerowa z gatunku MMORPG stworzona w 2008 roku przez chińskie studio Beijing Perfect World. 
Nawiązująca do chińskiej mitologii i osadzona w świecie fantasy Perfect World pozwala graczowi na wcielenie się w przedstawiciela jednej z pięciu ras: ludzi, skrzydlatych elfów oraz specyficznych dla gry Untamed (połączenie ludzi i zwierząt), Tideborn (połączenie ryb i ludzi) oraz Earthguard (strażników Ziemi). Grę cechuje kreskówkowy styl przypominający produkcję World of Warcraft.
Do Perfect World ukazało się pięć rozszerzeń. Pierwsze pod nazwą The Lost Empire wprowadziło nowe umiejętności postaci; Age of Spirits zmodyfikowało niektóre zasady rozgrywki. W 2009 premierę miał Rising Tide, wprowadzający rasę Tideborn; Earthguard dodano w ramach wydanego w 2011 roku Genesis. Ostatnie rozszerzenie pod nazwą Descent zawierało nowe umiejętności dla postaci.